# Красный Октябрь (Кромской район)
Красный Октябрь — опустевший поселок в Кромском районе Орловской области в составе Большеколчевского сельского поселения.

## География
Находится в центральной части Орловской области на расстоянии приблизительно 8 км на юг-юго-восток по прямой от районного центра поселка Кромы.

## История
В начале XX века поселок еще не отмечался на картах. На карте 1941 года уже отмечен был как поселение с 37 дворами.

## Население
Численность населения: 4 человека (чеченцы 100 %) в 2002 году, 0 в 2010.